# Johann Kaspar Mertz
Johann Kaspar Mertz (węg. János Gáspár Mertz; ur. 17 sierpnia 1806 w Bratysławie, zm. 14 października 1856 w Wiedniu) – austro-węgierski gitarzysta i kompozytor. 

## Życiorys
Urodził się w Bratysławie. Działał i uczył się w Wiedniu (w latach 1840–1856), gdzie mieszkały różne wybitne postaci gitary, w tym Anton Diabelli, Mauro Giuliani, Wenceslaus Matiegka i Simon Molitor. Koncertował na Morawach, w Polsce i Rosji, występował w Berlinie i Dreźnie. W 1846 roku Mertz prawie zmarł z przedawkowania strychniny, którą przepisano mu w leczeniu nerwobólu. W następnym roku został przywrócony do zdrowia w obecności swojej żony, pianistki koncertowej Josephine Plantin, z którą ożenił się w 1842 roku.
Muzyka gitarowa Mertza, w przeciwieństwie do większości jego współczesnych, podążała za pianistycznymi modelami Liszta, Chopina, Mendelssohna, Schuberta i Schumanna, a nie klasycznymi modelami dzieł Mozarta i Haydna. Zmarł 14 października 1856 roku w Wiedniu przed otrzymaniem nagrody za utwór Fantasie Hongroise, Fantasie Originale i Le Gondolier op. 65.